# Señorita (Kay-One-Lied)
Señorita ist ein Lied des deutschen Rappers Kay One aus dem Jahr 2017, in Zusammenarbeit mit dem deutschen Popsänger Pietro Lombardi.

## Entstehung und Veröffentlichung
Geschrieben wurde das Lied von den beiden Interpreten, zusammen mit den Koautoren Boris Fleck (Stard Ova) und Georg Maier. Stard Ova zeichnete zudem auch für die Produktion verantwortlich.
Die Erstveröffentlichung von Señorita erfolgte als Single am 8. September 2017 bei Embassy of Music. Diese erschien als digitaler Einzeltrack zum Download und Streaming. Am 7. September 2018 erschien das Lied als Teil von Kay Ones sechsten Studioalbum Makers Gonna Make (Tonpool 29054). Lombardi veröffentlichte das Stück nachträglich auf dem selbstbetitelten dritten Studioalbum Lombardi am 20. März 2020 (Katalognummer: Polydor 7787635).

## Inhalt
Der Liedtext handelt von einem männlichen lyrischen Ich, dass seinem Gegenüber unter anderem mit den Worten: „Ich buch' uns mit der Visa direkt ein'n Flug nach Costa Rica. Ich fahr' im Bentley, du bist so sexy. Und wenn du willst, dann fahren wir Jet-Ski. Ich check' deine Insta-Story und like jedes Bild von dir.“ begreiflich zu machen, dass er sie liebe und Sex will. Die Hooklines werden gemeinsam von Pietro Lombardi und Kay One interpretiert.

„Señorita, sei meine Adriana Lima.

Du machst süchtig so wie FIFA.

Wir treffen uns auf Moloko und Shisha.“

## Musikvideo
Das Musikvideo zu Señorita entstand unter der Regie von Mikis Fontagnier. Bis Oktober 2024 zählte es über 164 Millionen Aufrufe auf der Videoplattform YouTube.

## Kommerzieller Erfolg

### Chartplatzierungen
| ChartsChartplatzierungen | Höchstplatzierung | Wochen |
| ------------------------ | ----------------- | ------ |
| Deutschland (GfK)        | 1 (44 Wo.)        | 44     |
| Österreich (Ö3)          | 1 (26 Wo.)        | 26     |
| Schweiz (IFPI)           | 7 (18 Wo.)        | 18     |

| ChartsJahrescharts (2017) | Platzierung |
| ------------------------- | ----------- |
| Deutschland (GfK)         | 25          |
| Österreich (Ö3)           | 43          |

| ChartsJahrescharts (2018) | Platzierung |
| ------------------------- | ----------- |
| Deutschland (GfK)         | 59          |

### Auszeichnungen für Musikverkäufe
Señorita wurde im August 2023 mit einer Diamantenen Schallplatte für über 1,5 Millionen verkaufte Einheiten in Deutschland ausgezeichnet. Damit zählt das Werk nicht nur zu den meistverkauften Rap-Singles, sondern auch zu den meistverkauften Singles des Landes.
| Land/Region        | Auszeichnungen für Musikverkäufe (Land/Region, Auszeichnung, Verkäufe) | Verkäufe  |
| ------------------ | ---------------------------------------------------------------------- | --------- |
| Deutschland (BVMI) | Diamant                                                                | 1.500.000 |
| Insgesamt          | 1× Diamant ·                                                           | 1.500.000 |